# Abdukadyr Abdraimow
Abdukadyr Abdraimow (ros. Абдукадыр Абдраимов, ur. 1905 we wsi Tasztak w obwodzie siemirieczeńskim, zm. w listopadzie 1938 k. wsi Tasz-Döbö) – radziecki kirgiski działacz partyjny i państwowy.

## Życiorys
W latach 1922–1923 był słuchaczem taszkenckich kursów pracowników gminnych komitetów rewolucyjnych, 1923 został sekretarzem komitetu wykonawczego rady gminnej, 1924–1925 i 1928–1930 był słuchaczem twerskiej gubernialnej szkoły budownictwa radzieckiego i partyjnego. W latach 1925–1926 kierował wydziałem Komitetu Okręgowego Komsomołu w Dżalalabadzie, 1926-1928 był sekretarzem odpowiedzialnym Komitetu Kantonowego komsomołu w Dżalalabadzie, od 1927 należał do WKP(b), 1930 kierował Wydziałem Kulturowo-Propagandowym Komitetu Okręgowego WKP(b) w Osz. Od września 1930 do 1931 był sekretarzem odpowiedzialnym bazar-kurgańskiego rejonowego komitetu WKP(b) w Kirgiskiej ASRR, 1931-1932 przewodniczącym Naczelnego Sądu Kirgiskiej ASRR, 1932-1933 I sekretarzem czujskiego rejonowego komitetu WKP(b) w Kirgiskiej ASRR, potem do kwietnia 1937 I sekretarzem ketmień-tiubinskiego rejonowego komitetu WKP(b) w Kirgiskiej ASRR. Od czerwca 1937 kierował Wydziałem Handlu Radzieckiego KC Komunistycznej Partii (bolszewików) Kirgistanu, 16 czerwca 1937 został członkiem KC KP(b)K, od października do grudnia 1937 był ludowym komisarzem rolnictwa Kirgiskiej SRR. Później został aresztowany i rozstrzelany w ramach wielkiej czystki.